# Bitva na Hackhamské pláni
Bitva na Hackhamské pláni (The Battle of Hackham Heath) je druhý díl prequel knižní série První roky k souboru Hraničářův učeň od australského spisovatele Johna Flanagana. Děj se odehrává rok po skončení předchozího dílu Turnaj na Gorlanu. V anglickém originále knížka vyšla v roce 2016 u nakladatelství Random House, český překlad byl vydán o rok později u nakladatelství Egmont.

## Děj
Více než rok poté, co Morgarath utekl ze svého hradu do Deštných hor, se za ním vydává Halt, aby zjistil, jaké má vzbouřený baron plány. Po krátkém průzkumu zjistí, že Morgarath ovládl armádu přibližně tisíce wargalů; mohutných tvorů porostlých černou srstí a chodících jako lidé. Krátce poté, co se Halt vydá oznámit tuto zprávu králi Duncanovi vytáhne Morgarathova armáda z Deštných hor, začne přepadat léna a přibližovat se k hlavnímu městu království. Kvůli tomu, že Morgarathovi vojáci přepadávají různé vesnice a hrady, nemůže většina baronů poslat královi své vojáky a ten tak musí čelit přesile vojsk wargalů. Do toho se královi narodí dědička trůnu Kasandra, jeho žena ovšem při porodu umírá.
Při první bitvě v Ashdownské brázdě se Duncanově armádě povede především zásluhou hraničářů a oddílu lučištníků připravit Morgaratha přibližně o čtvrtinu jeho jednotek, následně se ovšem Duncan s vojskem stáhne na Hackhamskou pláň. Tam se mu podaří odrazit první útok wargalů, je mu však jasné, že druhý už nemá jeho oslabené vojsko šanci ubránit. Právě ve chvíli, kdy se Morgarath rozhodne na Duncana zaútočit celou svojí silou se objeví Halt s jednotkou kavaleristů. Haltovi a Gilanovi, dvanáctiletému synovi bojového mistra Davida, se totiž především díky Gilanově znalosti místní krajiny podařilo s touto jednotkou přebrodit řeku a vpadnout Morgarathovi do zad. Útočící kavaleristé vyvolají v armádě wargalů, kteří mají z koní téměř panický strach, zmatek a Morgarath je nucen ustoupit zpět do Deštných hor.